# Agno (Pangasinán)
Agno  (Bayan ng  Agno) es un municipio filipino de tercera categoría, situado en la isla de Luzón y perteneciente a  la provincia de Pangasinán en la Región Administrativa de Ilocos, también denominada Región I.

## Geografía
Situado en la costa occidental de la provincia, en la parte superior de la misma por donde corren dos ríos de su propio nombre Agno Grande y Agno Chico; está bastante expuesto á los vientos del noroeste, y a los huracanes que dominan estas islas; el clima es fresco y saludable.

## Barangays
Agno se divide, a los efectos administrativos, en 17 barangayes o barrios, conforme a la siguiente relación:
| - Allabon - Aloleng - Bangan-Oda - Baruan | - Boboy - Cayungnan - Dangley - Gayusan | - Macaboboni - Magsaysay - Namatucan - Patar | - Población del Este - Población del Oeste - San Juan - Tupa - Viga |  |

### Demografía
A mediados del siglo XIX, año de 1845,  contaba con 5.628 almas, de las cuales 649 contribuían con  6.490 reales de plata, equivalentes a 16.225 reales de vellón.

## Historia
Fundado por los padres Recoletos de la orden de Agustinos Descalzos en el año 1610. 
Pueblo de la provincia de Zambales con cura y gobernadorcillo situado en la costa occidental de la provincia:

"...AGNO; pueblo con cura y gobernadorcillo, de la isla de Luzón, provincia de Zambales, arzobispado de Manila..."

"...constaba de 422 casas de sencilla construcción, casa parroquial, la llamada tribunal o de comunidad y escuela de primeras letras dotada de los fondos del comun, con su iglesia parroquial de buena fabrica, servida por un cura regular..." 
"...Comunicase con los pueblos inmediatos por medio de caminos demasiado malos, y recibe el correo semanal establecido en la isla.
 El término es muy estenso y montuoso, confina al E. con la prov, de la Pampanga, por S. con Santa Cruz, por O. con el mar, y por N. con Bolinao..."
Buzeta y Bravo, Tomo 1, página 275 AGN

El nombre Agno proviene de la especie de árbolea  "Agno Casto",  utilizado en farmacia para aliviar el dolor y la enfermedad y que abundaba en las zonas pantanosas de su término.

El municipio de Agno data de  1791 y fue parte de la provincia de Zambales hasta el 30 de noviembre de 1903, durante la ocupación estadounidense, fue anexado a la provincia de Pangasinán.

### Incorporación a Pangasinán
El 7 de noviembre de 1903, durante la ocupación estadounidense, la parte norte de Zambales fue incorporada a la provincia de Pangasinán.
Concretamente los municipios de  Alaminos, Dasol, Bolinao, Anda, San Isidro de Putot, Bani, Agno e Infanta.

## Lugares de interés
- Playa de Sabangan.
- Playa de Aloleng,  de fina arena, conocida como "Agno Beach".
- Río Mabini, para bangus (sábalo) alevines y una variedad de peces. Lugar  para el canotaje.
- En  la Población, los visitantes vienen a ver y rezar en la centenaria iglesia parroquial católica, bajo la advocación de Santa Catalina de Alejandría y construida en 1610, símbolo de la fe ciudadana.[7]
- Monte Calumboyan.